# Zanobi Strozzi

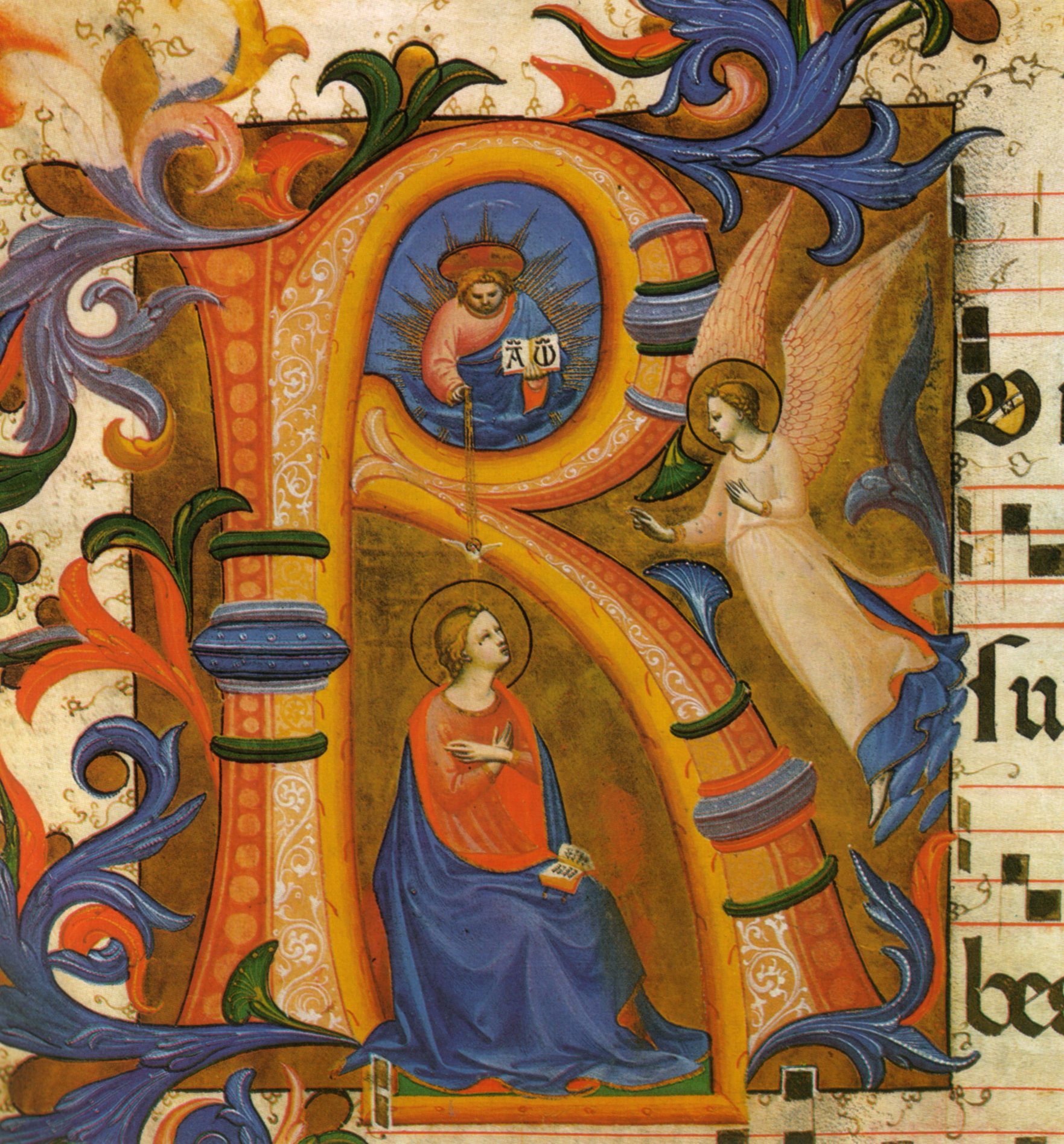
Anunciação

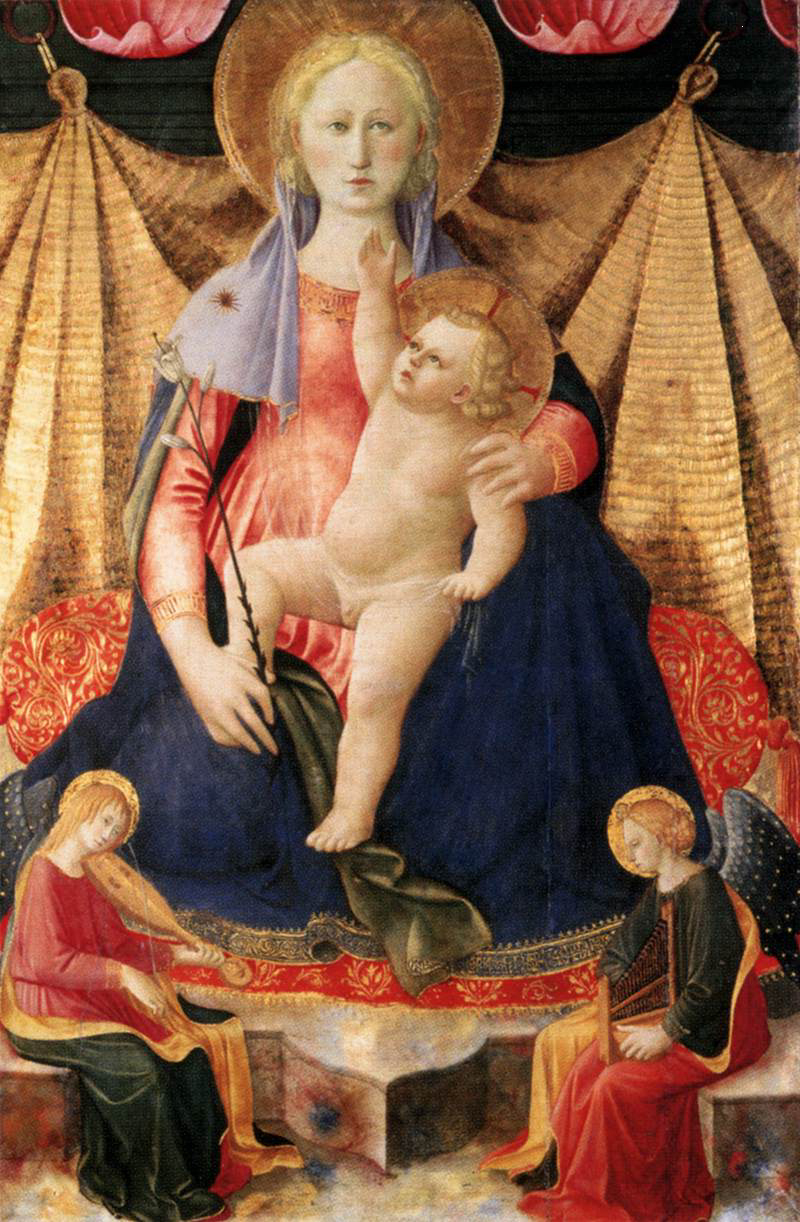
Madonna da Humildade com Dois Anjos Músicos, Museu Poldi Pezzoli

Zanobi Strozzi (Florença, 17 de novembro de 1412 – Roma, 6 de dezembro de 1468) foi um pintor e miniaturista italiano. Foi um dos dois principais aprendizes de Fra Angelico.

## Biografia
Zanobi pertencia à importante e influente família Strozzi de Florença. Entre 1434 e 1439 pintou um painel para Sant'Egidio (Roma), provavelmente uma Madona com o Menino e Quatro Anjos, hoje no Museu Nacional de São Marcos em Florença. Em 1438, casou com Nanna Francesco Strozzi e mudou-se para Fiesole. Por volta de 1440 completou a sua única pintura sobre a "Anunciação" em San Miniato al Monte, hoje na National Gallery em Londres. Vasari, na biografia de Fra Angelico, chamou-o de um dos mais fiéis aprendizes do frade dominicano, que provavelmente o conhecera na década de 1430, em San Domenico. Também colaborou com Francesco Pesellino e Domenico di Michelino. Como miniaturista, foi responsável pelo desenvolvimento de vários coros para a igreja de San Marco, executados entre 1446 e 1454. 
Por volta de 1460 a família Medici encomendou-lhe um altar para a igreja de San Girolamo em Fiesole, que patrocinavam pela proximidade à sua villa. A obra está hoje no Museu do Petit Palais em Avinhão. Em 1463 foi encarregado de iluminar o coro da Catedral de Florença, hoje na Biblioteca Laurentina (Nos. 149, 150, 151), em colaboração com Francesco di Antonio del Clerico.